# Mikael Benatar
Pour les articles homonymes, voir Benatar.
 (novembre 2021).
La mise en forme du texte ne suit pas les recommandations de Wikipédia : il faut le « wikifier ».
Les points d'amélioration suivants sont les cas les plus fréquents. Le détail des points à revoir est peut-être précisé sur la page de discussion.
- Les titres sont pré-formatés par le logiciel. Ils ne sont ni en capitales, ni en gras.
- Le texte ne doit pas être écrit en capitales (les noms de famille non plus), ni en gras, ni en italique, ni en « petit »…
- Le gras n'est utilisé que pour surligner le titre de l'article dans l'introduction, une seule fois.
- L'italique est rarement utilisé : mots en langue étrangère, titres d'œuvres, noms de bateaux, etc.
- Les citations ne sont pas en italique mais en corps de texte normal. Elles sont entourées par des guillemets français : « et ».
- Les listes à puces sont à éviter, des paragraphes rédigés étant largement préférés. Les tableaux sont à réserver à la présentation de données structurées (résultats, etc.).
- Les appels de note de bas de page (petits chiffres en exposant, introduits par l'outil «  Source ») sont à placer entre la fin de phrase et le point final[comme ça].
- Les liens internes (vers d'autres articles de Wikipédia) sont à choisir avec parcimonie. Créez des liens vers des articles approfondissant le sujet. Les termes génériques sans rapport avec le sujet sont à éviter, ainsi que les répétitions de liens vers un même terme.
- Les liens externes sont à placer uniquement dans une section « Liens externes », à la fin de l'article. Ces liens sont à choisir avec parcimonie suivant les règles définies. Si un lien sert de source à l'article, son insertion dans le texte est à faire par les notes de bas de page.
- La présentation des références doit suivre les conventions bibliographiques. Il est recommandé d'utiliser les modèles {{Ouvrage}}, {{Chapitre}}, {{Article}}, {{Lien web}} et/ou {{Bibliographie}}. Le mode d'édition visuel peut mettre en forme automatiquement les références.
- Insérer une infobox (cadre d'informations à droite) n'est pas obligatoire pour parachever la mise en page.

Pour une aide détaillée, merci de consulter Aide:Wikification.
Si vous pensez que ces points ont été résolus, vous pouvez retirer ce bandeau et améliorer la mise en forme d'un autre article.
 (novembre 2021).
Mikael Benatar, né en Polynésie française d’un père français et d’une mère congolaise, est un boxeur de Muay Thaï.
Mikael a remporté les championnats nationaux amateurs, semi-professionnels et professionnels avant d’être double champion du monde de l’organisation Muay Thaï Grand Prix en 2019 en battant le britannique Dan Edwards en Angleterre, puis le suédois Joakim Hagg en France 7 mois plus tard.
Pensionnaire du club « Pantin Muay Thaï », situé en banlieue parisienne, il est très proche des jeunes boxeurs qui souhaitent réussir.
Les points forts de Mikael Benatar : sa condition physique et sa capacité à s'adapter à n'importe quelle situation. Sa phrase fétiche: « Sois comme l’eau », de Bruce Lee.
Après une série de 6 victoires consécutives, en 2021, puis en 2022, deux combattants de haut niveau mettent un arrêt à sa lancée. D’abord le Français Hamza NGoto, invaincu depuis 2016, et puis l’Australien George Mann détenteur de la ceinture WBC chez les 79kg. 
En mai 2025, il remporte le titre champion intercontinental de l’organisation WKN (World Kickboxing Network).

## Titres
Champion intercontinental World Kickboxing Network (WKN).
Double champion du monde Muay Thaï Grand Prix (MTGP).
Champion de France - Académie française de Muay Thaï (AFMT).
Il est classé dans le top 10 des meilleurs combattants de sa catégorie WBC  catégorie 79kget WMO catégorie 79kg.

## Combats
Les derniers combats de Mikael sont reportés ci-dessous.
| Date                           | Résultat | Adversaire             | Événement                             | Méthode                     | Discipline       |
| 03/05/2025                     | Victoire | Juan Manuel TORINO     | Fight Night Saint-Martin              | Décision                    | K1               |
| 16/11/2024                     | Victoire | Ghenadii BITCO         | Kombat Taewkondo Caraïbes             | Décision                    | Kombat taewkondo |
| 07/09/2024                     | Défaite  | Frederik WINTER        | Unit Championship                     | Décision                    | Muay thaï        |
| 08/02/2024                     | Victoire | Fabrice TOURE          | Palais éphémère Paris                 | Décision                    | Muay thaï        |
| 05/09/2023                     | Victoire | Petnakhon SOR SOMMIT   | Samui International Muay Thai Stadium | TKO 4R                      | Muay thaï        |
| 25/06/2022                     | Défaite  | Georges MANN           | Muay Thai Grand Prix                  | TKO 4R                      | Muay thaï        |
| 05/12/2021                     | Défaite  | Hamza NGOTO            | Muay Thai Grand Prix                  | TKO 2R (arrêt de l'arbitre) | Muay thaï        |
| 10/10/2021                     | Victoire | Christopher BAJO       | Muay Thai Grand Prix                  | Décision                    | Muay thaï        |
| 07/03/2020                     | Victoire | Jesus ARIZA            | Gala de Muay thai                     | Décision                    | Muay thaï        |
| 24/11/2019                     | Victoire | Joakim HAGG            | Muay Thai Grand Prix 31               | Décision                    | Muay thaï        |
| 21/07/2019                     | Victoire | SAKCHAI                | Bangla Boxing Stadium                 | Abandon 4R                  | Muay thaï        |
| 06/04/2019                     | Victoire | Dan EDWARDS            | Muay Thai Grand Prix 24               | Décision                    | Muay thaï        |
| 24/02/2019                     | Victoire | Mamadou TRAORE         | Muay Thai Grand Prix                  | Décision                    | Muay thaï        |
| 21/10/2018                     | Défaite  | Bilal CHAREUF          | Muay Thai Grand Prix                  | Décision                    | K-1              |
| 25/08/2018                     | Victoire | ROBERT Sor Somai       | Chaweng Stadium                       | TKO 1R                      | Muay thaï        |
| 26/08/2017                     | Défaite  | KOMPIKAT Sor Tawanrung | Lumpinee World Champion               | Décision                    | Muay thaï        |
| 29/07/2017                     | Victoire | Jake GINTER            | Lumpinee TKO                          | KO 3R                       | Muay thaï        |
| 03/12/2016                     | Victoire | Cyril KADI             | Road To Duel                          | Décision                    | Muay thaï        |
| 05/11/2016                     | Victoire | Allal CHAOUI           | Gala des 5 Nations                    | Décision                    | Muay thaï        |
| 07/05/2016                     | Victoire | Ramzi NOUAINIA         | Hanuman Fights                        | Décision                    | Muay thaï        |
| 18/10/2015                     | Défaite  | Aaron CORDEN           | World Martial Arts Organisation       | TKO 1R                      | K-1              |
| 14/03/2015                     | Défaite  | Franck JOURDAIN        | Challenge ACS Multiboxes              | Décision                    | K-1              |
| 15/11/2014                     | Victoire | TANEELEK Lookkromluang | Phetchbuncha Stadium                  | Décision                    | Muay thaï        |
| 12/2013                        | Victoire | TEPSAMUD               | Thaphae Boxing Stadium                | KO 1R                       | Muay thaï        |
| 11/2011                        | Victoire | SAMSOM                 | Thaphae Boxing Stadium                | KO 2R                       | Muay thaï        |
| Légende : Victoire Défaite Nul |          |                        |                                       |                             |                  |